# 21615 Ґвардамано
21615 Ґвардамано (21615 Guardamano) — астероїд головного поясу, відкритий 10 травня 1999 року.
Тіссеранів параметр щодо Юпітера — 3,591.